# Benedict Daswa
Benedict Daswa, rodným jménem Tshimangadzo Samuel Daswa (16. června 1946, Thulamela – 2. února 1990, tamtéž) byl jihoafrický učitel a ředitel základní školy a římskokatolický laik, ukamenovaný davem místních kvůli náboženské nenávisti. Katolická církev jej uctívá jako blahoslaveného mučedníka.

## Život
Narodil se dne 16. června 1946 obci Thulamela v provincii Limpopo v Jižní Africe jako první z pěti dětí rodičům Tshililu Petrusi Daswaovi a Thidziambi Idě Daswa. Patřil do etnické skupiny Lembů, jež většinově vyznává větev judaismu. Do začátku svého studia na základní škole roku 1957 pracoval jako pastevec. Po dokončení základní školy absolvoval středoškolská studia. Po otcově smrti se staral o své sourozence a vydělával jim na studium.
V Johannesburgu, kde žil se strýcem se seznámil s přítelem, který jej začal seznamovat s katolickou vírou. Po dvou letech příprav byl dne 21. dubna 1963 knězem Augustinem O'Brienem pokřtěn. Zvolil si křestní jméno Benedict, podle sv. Benedikta z Nursie. Jeho životním mottem se stalo heslo „Ora et labora“ (modli se a pracuj). Dne 21. července 1963 přijal svátost biřmování.
Vystudoval vysokou školu a začal pracovat jeho učitel a katecheta mezi dospívajícími. Pomáhal rodinám s ekonomickými problémy a později pomohl ve svém regionu vystavět kostel. Díky své oblíbenosti mezi žáky i kolegy se stal ředitelem základní školy ve vesnici Nweli.
Roku 1974 se oženil se Shadi Eveline Monyai († 2008). Měli spolu celkem osm dětí. Své ženě pomáhal i s domácími pracemi, což bylo v této oblasti nezvyklé. Sám také pro sebe a svoji rodinu vystavěl cihlový dům. Založil nový fotbalový tým s názvem Mbahe Eleven Computers, ale poté, co členové začali pro lepší výkon používat lék Muti tým opustil a založil nový s názvem Mbahe Freedom Rebels. Byl také aktivní v obecní správě.
V listopadu roku 1989 oblast sužovaly silné bouře. Když v lednu 1990 okolí jeho vesnice znovu postihly silné bouře, vyhodnotila místní komunita tento jev jako nadpřirozený (hněv božstva) a požadovala od každého daň, kterou by božstvu společně obětovala. Benedict Daswa však daň nechtěl odevzdat, jelikož měl pro bouři přirozené vysvětlení a jeho víra mu neumožňovala přispět k této oběti, načež byl obviněn z čarodějnictví.
Dne 2. února 1990 vezl svoji švagrovou s jejím nemocným dítětem k lékaři do města Thohoyandou. Večer je pak přivezl zpět do vesnice. Poté ještě přepravil do sousední vesnice muže, který ho o to cestou požádal. Při cestě zpět domů jej zastavil spadlý strom, který blokoval cestu. Když se snažil strom z cesty odstranit, byl přepaden a ukamenován, kdy zemřel na vykrvácení.
Jeho pohřeb se konal dne 10. února 1990 v kostele v Nweli , kam bylo jeho tělo dopraveno smutečním průvodem z jeho domu v Thulamela. Někteří účastníci měli na sobě červený oděv jako vyjádření víry, že zemřel jako mučedník. Jeho matka později konvertovala ke katolické církvi. Dne 24. srpna 2015 byly jeho ostatky uloženy do kostela v Nweli.

## Úcta
Jeho beatifikační proces byl zahájen dne 10. června 2008, čímž obdržel titul služebník Boží. Dne 22. ledna 2015 podepsal papež František dekret o jeho mučednictví.
Blahořečen pak byl dne 13. září 2015 v obci Thulamela, kde prožil téměř celý svůj život. Obřadu předsedal jménem papeže Františka kardinál Angelo Amato. Přítomna byla kromě tisíců poutníků a řady duchovních také jeho matka a některé děti. V jeho rodné vesnici je mu také zasvěcena svatyně.
Jeho památka je připomínána 1. února.